# Heinz Nixdorf Institut
Das Heinz Nixdorf Institut (HNI) ist ein interdisziplinäres Forschungsinstitut der Universität Paderborn. Ziel des Forschungszentrums ist es, die Forschung auf anwendungsnahen Gebieten der Informatik und Ingenieurwissenschaft unter Einbeziehung geistes- und sozialwissenschaftlicher Fragestellungen zu stärken.
Am HNI war der Sonderforschungsbereich SFB 901 On-The-Fly Computing angesiedelt. Im Jahr 2024 promovierten 24 Nachwuchswissenschaftler am HNI. Das Institut tritt als Verlag für wissenschaftliche Schriften auf.
Als zentrale wissenschaftliche Einrichtung der Universität engagiert sich das HNI in der Lehre in vielen Studiengängen der Universität.
Aus dem Vermögen des 1986 verstorbenen Heinz Nixdorf wurden die Stiftung Westfalen und die Heinz-Nixdorf-Stiftung gebildet. Das HNI wurde 1989 durch einen Vertrag zwischen der Stiftung Westfalen, dem Land Nordrhein-Westfalen und der Universität Paderborn errichtet. Stiftungsvertreter sitzen auch im Kuratorium des Instituts.

## Professoren

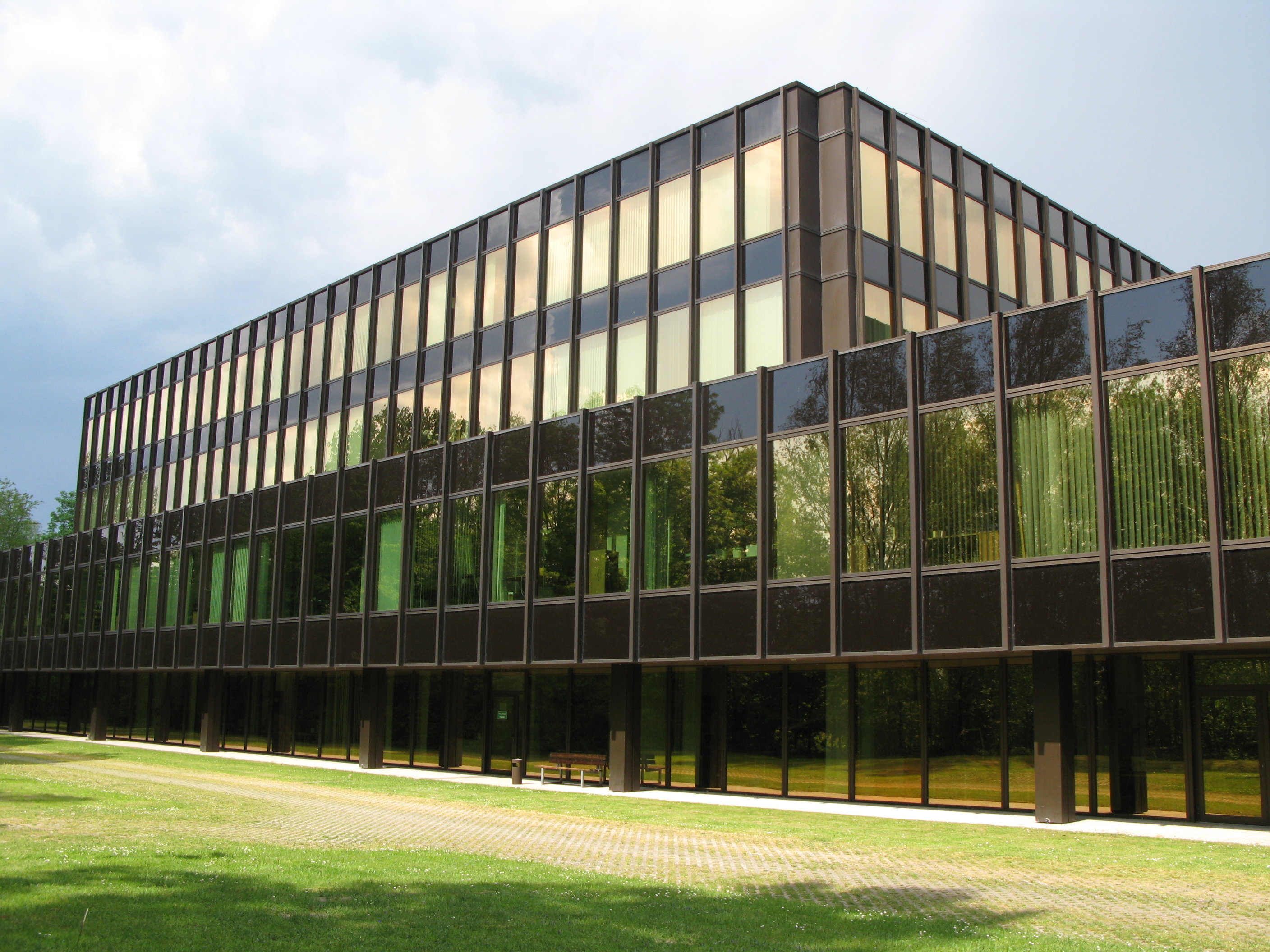
Das HNI-Gebäude

Im Januar 2025 wirken in und am Institut neun Professoren mit etwa 140 Mitarbeitern.
- René Fahr (Vorsitzender des geschäftsführenden Vorstands des HNI), Fachgruppe: Behavioral Economic Engineering and Responsible Management
- Eric Bodden (Mitglied des geschäftsführenden Vorstands des HNI), Fachgruppe: Secure Software Engineering
- Roman Dumitrescu, Fachgruppe: Advanced Systems Engineering
- Reinhold Häb-Umbach, Fachgruppe: Nachrichtentechnik
- Iris Gräßler (Mitglied des geschäftsführenden Vorstands des HNI), Fachgruppe: Produktentstehung
- Christoph Scheytt, Fachgruppe: Schaltungstechnik
- Ansgar Trächtler, Fachgruppe: Regelungstechnik und Mechatronik
- Axel-Cyrille Ngonga Ngomo, Fachgruppe: Data Science

Assoziierte:
- Suzana Alpsancar (Mitglied des geschäftsführenden Vorstands des HNI), Fachgruppe: Angewandte Ethik, Technikethik in der digitalen Welt

Ehrenmitglieder:
- Burkhard Monien
- Franz Josef Rammig
- Jürgen Gausemeier
- Wilhelm Dangelmaier
- Reinhard Keil
- Friedhelm Meyer auf der Heide

Ehemalige:
- Eyke Hüllermeier
- Volker Peckhaus